# Gulf Cup of Nations 2013
Gulf Cup of Nations 2013 var den 21. udgave af fodboldturneringen, og blev afholdt fra d. 5. januar til den 18. januar 2013 i Bahrain.

## Seedning af hold
De otte deltagende hold blev inddelt i to grupper, hvor Bahrain som værtsnation blev placeret i gruppe A, Kuwait (forsvarende vinder) i gruppe B, mens resten af holdene blev placeret i puljer baseret på deres respektive FIFA-placeringer. Lodtrækningen fandt sted i Bahrain den 18. oktober 2012.
| Pulje | Hold                       | FIFA Rank |
| A     | Bahrain (vært)             | 115       |
| A     | Kuwait                     | 112       |
| B     | Irak                       | 80        |
| B     | Oman                       | 95        |
| C     | Qatar                      | 101       |
| C     | Saudi-Arabien              | 113       |
| D     | Forenede Arabiske Emirater | 116       |
| D     | Yemen                      | 157       |

## Stadioner
| Madinat Isa         | Riffa                   |
| ------------------- | ----------------------- |
| Madinat Isa Stadion | Nationalstadion Bahrain |
| Kapacitet: 20.000   | Kapacitet: 30.000       |

## Format
De otte hold blev inddelt i to grupper á fire hold. De to bedste hold i hver pulje kvalificerede sig til den efterfølgende runde. Denne runde blev afgjort via knock out-formatet (engelsk: Single-elimination tournament).

## Gruppespil

### Gruppe A
| 5. januar 2013 17:25 & 19:15 |   |                            |           |
| Bahrain                      | – | Oman                       | 0:0       |
| Qatar                        | – | Forenede Arabiske Emirater | 1:3 (1:2) |
| 8. januar 2013 14:15 & 17:15 |   |                            |           |
| Qatar                        | – | Oman                       | 2:1 (0:0) |
| Bahrain                      | – | Forenede Arabiske Emirater | 1:2 (0:1) |
| 11. januar 2013 15:45        |   |                            |           |
| Forenede Arabiske Emirater   | – | Oman                       | 2:0 (0:0) |
| Bahrain                      | – | Qatar                      | 1:0 (1:0) |

### Gruppe B
| 6. januar 2013 14:15 & 17:15  |   |               |           |
| Kuwait                        | – | Yemen         | 2:0 (0:0) |
| Saudi-Arabien                 | – | Irak          | 0:2 (0:1) |
| 9. januar 2013, 14:15 & 17:15 |   |               |           |
| Irak                          | – | Kuwait        | 1:0 (1:0) |
| Yemen                         | – | Saudi-Arabien | 0:2 (0:1) |
| 12. januar 2013, 15:45        |   |               |           |
| Kuwait                        | – | Saudi-Arabien | 1:0 (1:0) |
| Irak                          | – | Yemen         | 2:0 (2:0) |

## Slutspil

### Semifinale
| 15. januar 2013 | Nationalstadion Bahrain | Forenede Arabiske Emirater | – | Kuwait  | 1:0 (0:0)                    |
| 15. januar 2013 | Nationalstadion Bahrain | Irak                       | – | Bahrain | 1:1 n.V.(1:1, 1:0), 4:2 i.E. |

### Kamp om 3. plads
| 18. januar 2013 | Madinat Isa Stadion | Kuwait | – | Bahrain | 6:1 (2:1) |

### Finale
| 18. januar 2013 19:00 |

| Forenede Arabiske Emirater        | 2 - 1   | Irak          |
| --------------------------------- | ------- | ------------- |
| Abdulrahman 28' · Al Hammadi 107' | Rapport | Mahmoud 81' · |

| Bahrain National Stadium, Riffa Tilskuere: 35.000 Dommer: Khalil Al Ghamdi (Saudi-Arabien) |

## Målscorere
3 mål
| - Abdulhadi Khamis | - Ahmed Khalil |  |

2 mål
| - Hammadi Ahmad - Younis Mahmoud - Bader Al-Mutawa | - Yousef Nasser - Khalfan Ibrahim - Omar Abdulrahman | - Ali Mabkhout |

1 mål
| - Faouzi Mubarak Aaish - Hussain Ali Baba - Abdulwahab Al Malood - Abdulla Yusuf - Dhurgham Ismail | - Salam Shaker - Abdulrahman Bani - Abdulaziz Al Salimi - Ismail Al Hammadi - Majed Hassan | - Mohamed Ahmed Gharib - Fahad Al-Muwallad - Yasser Al-Qahtani - Hussain Al-Hadhri - Mohamed El-Sayed |

1 selvmål
- Osama Hawsawi (mod Irak)